# 兰岑多夫
兰岑多夫是奥地利下奥地利州维也纳城郊县的一个市镇。总面积4.54平方公里，总人口1581人，人口密度348.2人/平方公里（2005年）。